# Lo sketch degli architetti
Lo sketch degli architetti (Architects Sketch) è uno sketch del Monty Python's Flying Circus trasmesso nel quarto episodio della seconda serie.

## Lo sketch
Lo sketch inizia con un gruppo di Gumby (Tutti i Python) che sono ai piedi di un palazzo e dicono all'unisono "E...ora...uno sketch che parla...di architetti...intitolato..."Lo sketch degli architetti".....lassù" e continuano a ripetere la parola "Lassù" finché Mr. Tid (Graham Chapman) getta a loro un secchio pieno d'acqua.
Lo sketch inizia (veramente) con Mr.Tid in un ufficio insieme a due gentiluomini di città (Michael Palin e Terry Jones). Su un tavolo ci sono due modelli architettonici di grattacieli. Mr. Tid informa ai due gentiluomini che ha invitato i due architetti per spiegare i loro modelli.
Il primo architetto è Mr. Wiggin (John Cleese) che spiega che nel suo palazzo gli inquilini vengono trasportati su un tapis roulant verso una stanza insonorizzata con delle lame rotanti. La menzione delle lame allarma le due persone. In realtà Mr. Wiggin aveva costruito un mattatoio e aveva frainteso la loro attitudine per gli inquilini. Mr. Wiggin implora, senza successo, di accettare il suo modello per fare in modo che lui entri nella massoneria, ma poi viene cacciato fuori.
Il secondo architetto è Mr. Wymer (Eric Idle) che spiega la resistente costruzione e i sicuri lineamenti del suo modello. Tutto va bene finché il modello crolla e va a fuoco. I due gentiluomini assicurano a Wymer che se gli inquilini "saranno relativamente sedentari", non ci sarà problema di cambiare il modello del palazzo.
Alla fine Wiggin rientra nell'ufficio e sorprende Wymer e i due gentiluomini scambiarsi una stretta di mano massonica.